# Stylaster californicus
Stylaster californicus is een hydroïdpoliep uit de familie Stylasteridae. De poliep komt uit het geslacht Stylaster. Stylaster californicus werd in 1866 voor het eerst wetenschappelijk beschreven door Verrill. 